# Раучувагыткын
Раучувагыткын (Раучувагытгын) — озеро на Дальнем Востоке России, в пределах Чаунского района Чукотского автономного округа. Площадь поверхности — 5,73 км². Площадь водосборного бассейна — 218 км². Высота над уровнем моря — 613 м.
Название в переводе с чукот. равчывагытгын — «раучуанское озеро».

## География
Расположено в западных отрогах хребта Прямой, в верховьях реки Раучуа. Ближайший населённый пункт — посёлок Стадухино, находится в 50 км западнее.
Высшая точка вблизи озера — гора Сыпучий Камень (1659 м).

## Природные условия
Озеро имеет моренное происхождение. Через озеро протекает река Раучуа, в южной части находится круглогодичная наледь. В районе водоёма отмечается инверсия температуры воздуха зимой — повышение температуры воздуха с высотой. В долине реки, вытекающей из озера, развиты пойменные террасы, переходящие в надпойму со множеством болот и мелких озёр.
В районе озера встречаются дикие олени, снежные бараны, бурый медведь, росомаха.

## Археологические находки
В окрестностях озера обнаружено несколько стоянок древних охотников, относящихся к разным периодам от 4 до 1 тыс. до н. э.